# Greslania
Greslania es un género de plantas herbáceas perteneciente a la familia de las poáceas. Es originario de Nueva Caledonia.

## Taxonomía
El género fue descrito por Benedict Balansa y publicado en Bulletin de la Société Botanique de France 19: 319. 1873. La especie tipo es: Greslania montana Balansa

## Especies
- Greslania circinata Balansa
- Greslania montana Balansa
- Greslania multiflora Pilg.
- Greslania rivularis Balansa